# 刘新文 (1954年)
刘新文（1954年11月—），女，汉族，湖北应山人，中华人民共和国政治人物，中国国民党革命委员会中央委员会常务委员、广西壮族自治区委员会主任委员，第十一届全国政协委员。

## 生平
2008年，当选第十一届全国政协常务委员，代表中国国民党革命委员会，分入第四组。。